# Distretto di Santa Cruz de Andamarca
Il distretto di Santa Cruz de Andamarca è un distretto del Perù appartenente alla provincia di Huaral, nella regione di Lima. È ubicato a nord della capitale peruviana.
Si estende per 216,92 km², a 3522 metri sul livello del mare.
La capitale è Santa Cruz de Andamarca.